# Clinton Duodu
Clinton Duodu (20 giugno 2005) è un calciatore ghanese, attaccante dell'Apollōn Limassol.

## Caratteristiche tecniche
È un'ala destra.
Nel 2022 è stato inserito nella lista "Next Generation" dei sessanta migliori talenti nati nel 2005, redatta dal quotidiano inglese The Guardian.

## Carriera
Duodu è cresciuto nel settore giovanile del Bechem Utd, con cui ha debuttato in prima squadra il 16 novembre 2020 nell'incontro di Premier League pareggiato 1-1 contro il Liberty Prof.. Ha segnato il suo primo gol il 7 febbraio 2021 contro il Great Olympics.

## Statistiche

### Presenze e reti nei club
Statistiche aggiornate al 1º febbraio 2025.
| Stagione        | Squadra          | Campionato      | Campionato | Campionato | Coppe nazionali | Coppe nazionali | Coppe nazionali | Coppe continentali | Coppe continentali | Coppe continentali | Altre coppe | Altre coppe | Altre coppe | Totale | Totale | Totale |
| Stagione        | Squadra          | Comp            | Pres       | Reti       | Comp            | Pres            | Reti            | Comp               | Pres               | Reti               | Comp        | Pres        | Reti        | Pres   | Reti   |        |
| --------------- | ---------------- | --------------- | ---------- | ---------- | --------------- | --------------- | --------------- | ------------------ | ------------------ | ------------------ | ----------- | ----------- | ----------- | ------ | ------ | ------ |
| 2020-2021       | Bechem Utd       | PL              | 24         | 2          | CG              | 0               | 0               |                    | -                  | -                  |             | -           | -           | 24     | 2      |        |
| 2021-2022       | Bechem Utd       | PL              | 24         | 1          | CG              | 0               | 0               |                    | -                  | -                  |             | -           | -           | 24     | 1      |        |
| 2022-2023       | Bechem Utd       | PL              | 24         | 3          | CG              | 0               | 0               |                    | -                  | -                  |             | -           | -           | 24     | 3      |        |
| 2023-2024       | Bechem Utd       | PL              | 24         | 1          | CG              | 0               | 0               |                    | -                  | -                  |             | -           | -           | 24     | 1      |        |
| 2024-2025       | Apollōn Limassol | A               | 5          | 0          | CC              | 0               | 0               |                    | -                  | -                  |             | -           | -           | 5      | 0      |        |
| Totale carriera | Totale carriera  | Totale carriera | 101        | 7          |                 | 0               | 0               |                    | -                  | -                  |             | -           | -           | 101    | 7      |        |